# Antonio Pasini
Pour les articles homonymes, voir Pasini.
Antonio Pasini, né le 21 février 1770 et mort le 23 juillet 1845, est un peintre italien et un enlumineur de manuscrit.

## Biographie
Il a été formé par Domenico Muzzi à Parme. En 1805, il est nommé Professeur de Miniature de l'Accademie des Beaux Arts de Parme. En 1816, il devint le portraitiste de la cour de justice locale. En 1822, il est nommé « Insegnante di Composizione e di Anatomia » à Parme. Il est spécialisé dans la peinture de portraits miniatures sur ivoire.
Parmi ses élèves figurent Francesco Scaramuzza, Macedonio Melloni, Evangelista Pinelli et Vincenzo Bertolotti.